# Test for Echo
| Recensione | Giudizio |
| ---------- | -------- |
| AllMusic   |          |

Test for Echo è il sedicesimo album in studio del trio canadese Rush, ed è stato pubblicato il 10 settembre 1996.
Il disco è stato registrato presso gli studi Bearsville di New York, e gli Reactions Studios di Toronto, nel periodo gennaio-aprile 1996 e mixato agli McClear Pathè di Toronto. Test for Echo è stato certificato disco d'oro dalla RIAA il 23 ottobre 1996. Dall'album sono stati estratti esclusivamente singoli promozionali.

## Descrizione
L'album prosegue la linea tracciata con i lavori precedenti: il suono è corposo e potente, l'elemento centrale rimane la chitarra, percussioni elettroniche e tastiere fanno comparse molto limitate.
Neil Peart nel periodo precedente le registrazioni del disco aveva preso lezioni di batteria da Freddie Gruber, rendendo così la sua tecnica più varia e completa. L'album ha come tema principale la "comunicazione". Test for Echo è l'ultimo album in studio della cosiddetta quarta fase della discografia dei Rush, caratterizzata da sonorità hard rock con elementi funk e alternative.
Il brano Test for Echo, al momento della pubblicazione del disco, divenne il pezzo più programmato dalle radio, e l'album debuttò direttamente al 5º posto della classifica Billboard.
La traccia Driven è dominata dal basso di Lee, in Half the World compare una mandola suonata da Lifeson, Time and Motion è dura e potente, Limbo è un pezzo strumentale complesso e poco melodico, Resist è una classica ballata in crescendo.
Secondo Neil Peart il gruppo, dopo una lunga pausa a seguito del tour di Counterparts, nell'ottobre 1995 si è trovato presso gli Chalet Studio nei pressi di Toronto per iniziare le sessioni di scrittura per il nuovo album. A inizio dicembre quasi tutti i brani erano pronti e registrati in versioni provvisorie. In questa fase di lavorazione è entrato in scena il co-produttore scelto per il progetto, Peter Collins, il quale ha contribuito a migliorare i brani attraverso vari suggerimenti e spunti, e il tecnico del suono Clif Norrell. Le registrazioni vere e proprie sono iniziate a gennaio 1996 presso i Bearsville Studios nello Stato di New York e proseguite ai Reaction Studios di Toronto. In aprile il materiale era pronto per il mixaggio, effettuato ai McClear Place dal tecnico Andy Wallace. Gran parte della realizzazione dell'album è avvenuta durante la maestosa "bufera del 1996" e questo ha influenzato l'immagine della copertina del disco. La canzone Test for Echo (scritta in collaborazione con Pye Dubois) offre una visione del bizzarro mondo come attraverso un video. Virtuality parla con ironia della vita moderna, mentre Resist prende spunto da un aforisma di Oscar Wilde. Vengono evidenziate le performance vocali e strumentali dei colleghi nei brani Totem, Resist, Time and Motion, The Color of Right. Nel suo insieme il disco cerca di trattare il bisogno di risposte che ha ognuno di noi, un bisogno di affermazione, la sensazione di non essere soli, un'eco di risposta.
Rolling Stone al momento della pubblicazione del disco riconosce alla band una forte influenza su altri gruppi alternative e sostiene che le chitarre e sintetizzatori in Test for Echo rappresentano un sollievo quando paragonati ai suoni di altri chiassosi gruppi contemporanei. All Music reputa Test for Echo un album contraddistinto da canzoni non particolarmente ispirate, ma suonate molto bene, caratteristica questa che viene riscontrata abitualmente nella band. Le prestazioni individuali dei musicisti diventano pertanto la chiave di lettura del disco. Stilisticamente l'album viene descritto come un ritorno al rock progressivo sulla scia di Moving Pictures con un allontanamento dall'AOR  suonato dalla fine degli anni ottanta in poi e anche dal rock alternativo, sfiorato nel lavoro precedente.

## Tracce
Testi di Neil Peart, eccetto dove indicato, musiche di Geddy Lee e Alex Lifeson.
1. Test for Echo – 5:55 (testo: Neil Peart, Pye Dubois)
2. Driven – 4:27
3. Half the World – 3:42
4. The Color of Right – 4:48
5. Time and Motion – 5:01
6. Totem – 4:58
7. Dog Years – 4:55
8. Virtuality – 5:43
9. Resist – 4:23
10. Limbo (strumentale) – 5:28
11. Carve Away the Stone – 4:05

## Formazione
- Geddy Lee - voce, basso, sintetizzatore
- Alex Lifeson - chitarra elettrica e acustica, mandola
- Neil Peart - batteria, percussioni, dulcimer

## Classifiche
| Classifica (1996) | Posizione massima |
| ----------------- | ----------------- |
| Stati Uniti       | 5                 |

## Principali edizioni e formati
Test for Echo è stato pubblicato nel corso degli anni in varie edizioni, ristampe e formati; queste le principali:
- 1996, Anthem Records (solo Canada), formato: CD
- 1996, Atlantic Records, formato: MC, CD
- 2004, Atlantic Records, formato: CD, rimasterizzato
- 2015, Atlantic Records, formato: LP (vinile 200 g.), rimasterizzato
- 2013, Atlantic Records, all'interno del cofanetto The Studio Albums 1989-2007, formato: CD, rimasterizzato